# Gough Whitlam
Edward Gough Whitlam (11. července 1916 – 21. října 2014) byl australský politik, představitel Australské strany práce (Australian Labor Party), jejímž předsedou byl v letech 1967–1977. V letech 1972–1975 byl premiérem Austrálie.

## Odvolání
Pád Whitlamovy vlády způsobil největší politickou krizi v moderních australských dějinách. Premiéra Austrálie, jakožto členský stát Commonwealthu, jmenuje zástupce britské koruny, generální guvernér. Jde však o pozici formální, je zvykem, že guvernér respektuje výsledky voleb a do australského politického dění aktivně nezasahuje. 11. listopadu 1975 však generální guvernér John Kerr odvolal nad rámec tradic sociálnědemokratického premiéra Whitlama a jmenoval vůdce opozice Malcolma Frasera premiérem úřednické vlády. Kerr tím reagoval na to, že opozice, ovládající horní komoru parlamentu (Senát) v něm zablokovala tzv. appropriation bill, tedy právo vlády vynakládat státní peníze. Whitlam žádal na Kerrovi souhlas s rozpuštěním Senátu a vypsáním nových voleb do něj, ten ho ale místo toho odvolal z funkce premiéra. Tato krize vedla ke změně australské ústavy, Senátu zůstala možnost vládě zablokovat výdaje a generálnímu guvernérovi odvolat vládu, ale mohou tak učinit jen jednou. Příznivci Strany práce spustili proti Kerrovi silnou kampaň, po níž odstoupil z funkce a dožil v zahraničí. Následné volby však socialisté prohráli a Fraser se stal znovu premiérem, tentokrát již standardní vlády. Tato prohra ukončila Whitlamovu politickou kariéru.